# Chiikawa – Süßer kleiner Fratz
Chiikawa – Süßer kleiner Fratz (jap. ちいかわ なんか小さくてかわいいやつ Chiikawa: Nanka Chiisakute Kawaii Yatsu) ist eine Manga-Serie der japanische Künstlerin Nagano, die seit 2020 in Japan erscheint. Die Serie wurde ins Deutsche übersetzt und hat 2022 eine Adaption als Anime erhalten.  

## Inhalt
Die episodenhaften Geschichten folgen den mal glücklichen, mal traurigen oder anstrengenden Erlebnissen im Alltag einer niedlichen kleinen Kreatur namens Chiikawa. Sie verbringt ihren Alltag mit dem katzenähnlichen Wesen Hachiware und dem Hasen Usagi und erkundet gemeinsam mit ihnen ihren Alltag, die japanische Küche, ihre Umgebung und die Welt. Dabei geraten sie auch mal in Gefahren, können diese aber gemeinsam durchstehen und Chiikawa behält immer ein heiteres Gemüt.

## Veröffentlichungen
Der Manga erschien zunächst ab Januar 2020 auf der Plattform Twitter. Später brachte der Verlag Kodansha die Geschichten gesammelt in bisher sieben Bänden heraus (Stand: Dezember 2024). 2024 gewann die Serie den Preis der Nihon Mangaka Kyōkai Shō in der Manga-Sparte. Eine deutsche Übersetzung erscheint seit April 2024 bei Tokyopop in bisher vier Bänden (Stand April 2025). Die Übersetzerin ist Verena Maser.
Im Oktober 2021 wurde eine Adaption als Anime angekündigt. Die Produktion entstand bei Studio Doga Kobo unter der Regie von Takenori Mihara. Tonregie führte Masanori Tsuchiya und für die Kameraführung war Naohiro Kaneko verantwortlich. Die Musik komponierte Shūgo Tokumaru. Die 138 Folgen wurden ab dem 4. April 2022 von Fuji TV ausgestrahlt. HiDive zeigt den Anime im englischen Sprachraum.
| Rolle     | japanischer Sprecher (Seiyū) |
| --------- | ---------------------------- |
| Chiikawa  | Haruka Aoki                  |
| Usagi     | Ari Ozawa                    |
| Hachiware | Makoto Tanaka                |